# Kameanske, Irșava
Kameanske (în ucraineană Кам`янське) este localitatea de reședință a comunei Kameanske din raionul Irșava, regiunea Transcarpatia, Ucraina.

## Demografie
Componența lingvistică a localității Kameanske
     Ucraineană (99,26%)
     Alte limbi (0,54%)
Conform recensământului din 2001, majoritatea populației localității Kameanske era vorbitoare de ucraineană (99,26%), existând în minoritate și vorbitori de alte limbi.